# Парламентские выборы в Гамбии (2017)
Парламентские выборы  в Гамбии были проведены 6 апреля 2017 года. Они стали первыми парламентскими выборами после инаугурации Адамы Барроу в качестве президента и привели к уверенной победе Объединенной демократической партии, которая получила 31 из 53 мест.

## Избирательная система
53 члена Национальной ассамблеи избираются в одномандатных избирательных округах по мажоритарной избирательной системе.

## Подготовка к выборам
Европейский союз (ЕС) направил в Гамбию миссию по наблюдению за выборами Европейского союза (ЕС) в рамках подготовки к парламентским выборам 13 марта по приглашению Независимой избирательной комиссии. Миссия была официально приступила к работе 22 марта 2017 года, и ее возглавляет главный наблюдатель Мирослав Похе, который является чешским членом Европейского парламента. Первоначально миссия состояла из шести международных экспертов по выборам, базирующихся в Банжуле, и 14 долгосрочных наблюдателей, развернутых по всей Гамбии. Ближе к день выборов миссия будет развертывать краткосрочных наблюдателей, а также делегацию из семи депутатов Европарламента. В общей сложности миссия включала около 50 наблюдателей от стран-членов ЕС, а также из Канады, Норвегии и Швейцарии. 3 апреля ЕС выслало 14 кратковременных наблюдателей в Гамбии.

## Результаты
| Партия                                                            | Голосов | %     | Мест | Изменения |
| ----------------------------------------------------------------- | ------- | ----- | ---- | --------- |
| Объединённая демократическая партия                               | 142 146 | 37,47 | 31   | новая     |
| Демократический конгресс Гамбии                                   | 65 938  | 17,38 | 5    | новая     |
| Альянс за патриотическую переориентацию и созидание               | 60 331  | 15,91 | 5    | ▼38       |
| Народная демократическая организация за независимость и социализм | 33 894  | 8,94  | 4    | новая     |
| Национальная партия возрождения                                   | 23 755  | 6,26  | 5    | ▲4        |
| Народная прогрессивная партия                                     | 9503    | 2,51  | 2    | новая     |
| Гамбийский конгресс морали                                        | 4458    | 1,18  | 0    | новая     |
| Партия национального конвента                                     | 1773    | 0,47  | 0    | новая     |
| Гамбийская партия за демократию и прогресс                        | 1271    | 0,34  | 0    | новая     |
| Беспартийные                                                      | 36 251  | 9,56  | 1    | ▼3        |
| Всего                                                             | 379 320 | 100   | 53   | ▲5        |
| Явка                                                              | 886 578 | 42,78 | –    | –         |
| Источник: IEC                                                     |         |       |      |           |